# فیات ۲۸۰۰
فیات ۲۸۰۰ (Fiat 2800) خودرویی است که در سال‌های ۱۹۳۸ تا ۱۹۴۴ تولید شده‌است. طراحی این خودرو به صورت موتور جلو-محور عقب بوده است.
موتور آن ۲۸۵۲ سی‌سی سیستم جعبه‌دندهٔ آن ۴ دنده به صورت دستی است.